# Streymnes
Streymnes es un pueblo del municipio de Sundini, Islas Feroe, Dinamarca. Está localizado en la costa oriental de Streymoy, unido al pueblo de Hvalvík. Su población es de 232 habitantes en 2011.
Streymnes se sitúa al norte de Hvalvík, del que está dividido por el río Storá. El conjunto de los dos pueblos aglutina 455 habitantes. La iglesia y la escuela primaria están en Hvalvík, mientras que las instalaciones deportivas se encuentran en Streymnes. En el campo de fútbol Við Margáir juega el club EB/Streymur, que representa a los pueblos de Streymnes y Eiði en la máxima categoría del fútbol feroés.
Gjánoyri, la primera estación ballenera de las Islas Feroe, fue instalada por noruegos en las cercanías de Streymnes en 1893, y estuvo en funcionamiento hasta 1927.